# Rhus typhina
Il sommacco cinese o sommacco americano (Rhus typhina L.) è una pianta angiosperma dicotiledone appartenente alla famiglia delle Anacardiaceae nativa del Nord America.

## Etimologia
L'epiteto specifico latino typhina è spiegato nella descrizione della pianta originale di Linneo con la frase "Ramis hirtis uti typhi cervini", che significa "i rami sono ruvidi come corna di velluto".

## Descrizione
Rhus typhina è un piccolo albero dioico deciduo che cresce fino a 5 m di altezza e 6 m di larghezza.
Ha foglie composte alterne, appuntite, lunghe 25–55 cm, ciascuna con 9–31 foglioline seghettate lunghe 6–11 cm. I piccioli e gli steli delle foglie sono densamente ricoperti di peli color ruggine. Cresce rapidamente per moltiplicazione vegetativa cloni sia della pianta femminile che maschile.

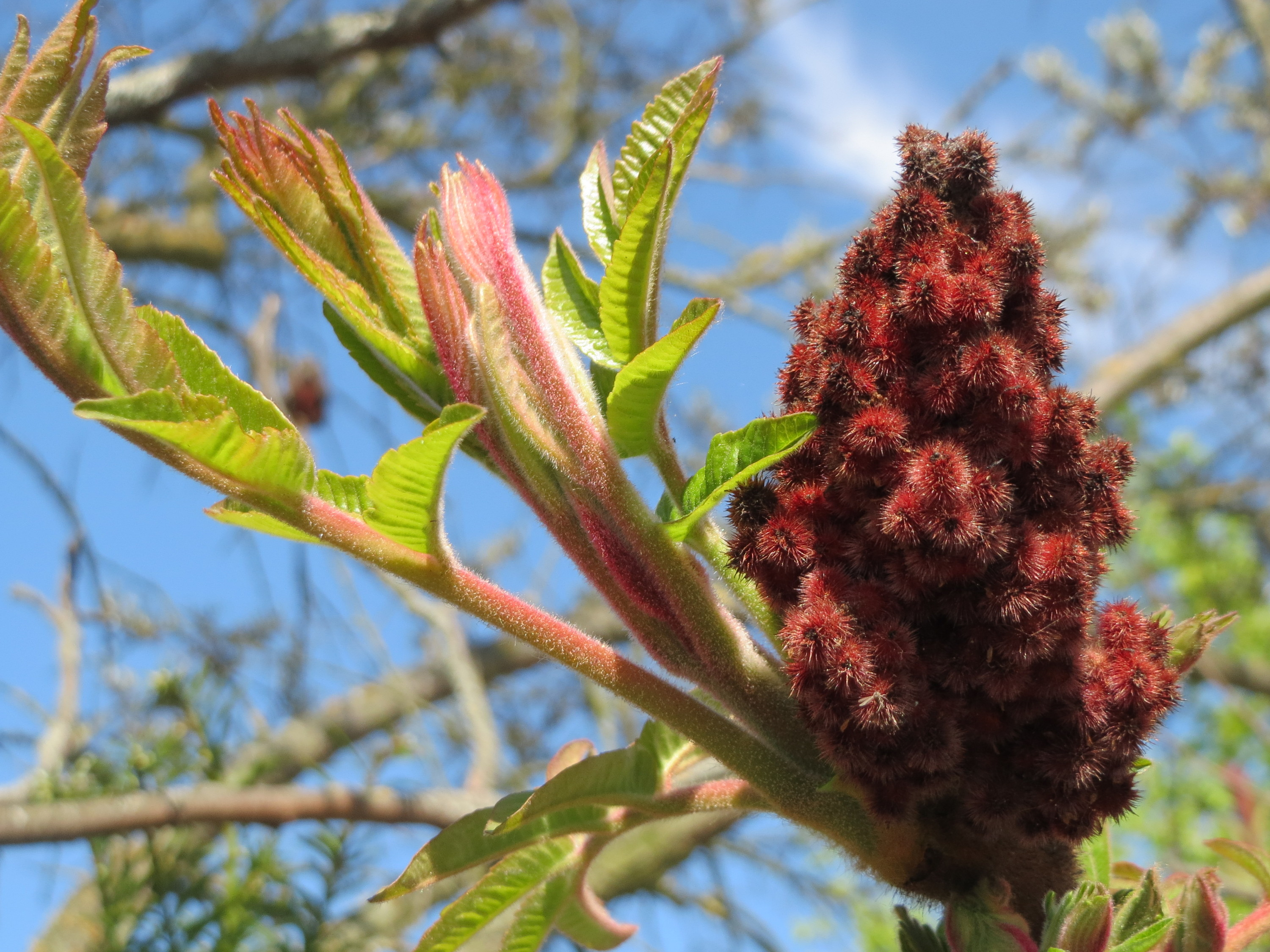
frutti

Piccoli fiori, dal bianco-verdastro al giallastro, si trovano in dense pannocchie terminali. I frutti sono piccole drupe, dal verde al rossastro, riunite in densi grappoli.

## Distribuzione e habitat
Si trova principalmente nel Canada sudorientale, negli Stati Uniti nordorientali e centrooccidentali e nei Monti Appalachi, ma è ampiamente coltivato come ornamentale in tutto il mondo temperato.
Rhus typhina L. è una specie legnosa clonale considerata potenzialmente invasiva nei suoi habitat non originari, come ad esempio in Europa.

## Usi

### Alimentare
I frutti del sommacco cinese sono commestibili. Possono essere messi a bagno e lavati in acqua fredda, filtrati, zuccherati e trasformati in una "limonata" rosa a volte chiamata "limonata indiana". L'estratto da bevanda può essere utilizzato anche per preparare una gelatina. I germogli possono essere sbucciati e consumati crudi. È stato scoperto che il frutto possiede alcune proprietà antiossidanti e antimicrobiche.

### Colorante
Tutte le parti del sommacco, ad eccezione delle radici, possono essere utilizzate sia come colorante naturale sia come mordente. La pianta è ricca di tannini e può essere aggiunta ad altri bagni coloranti per migliorare la resistenza alla luce. Le foglie possono essere raccolte in estate e la corteccia tutto l'anno.